# Oberto Cantone

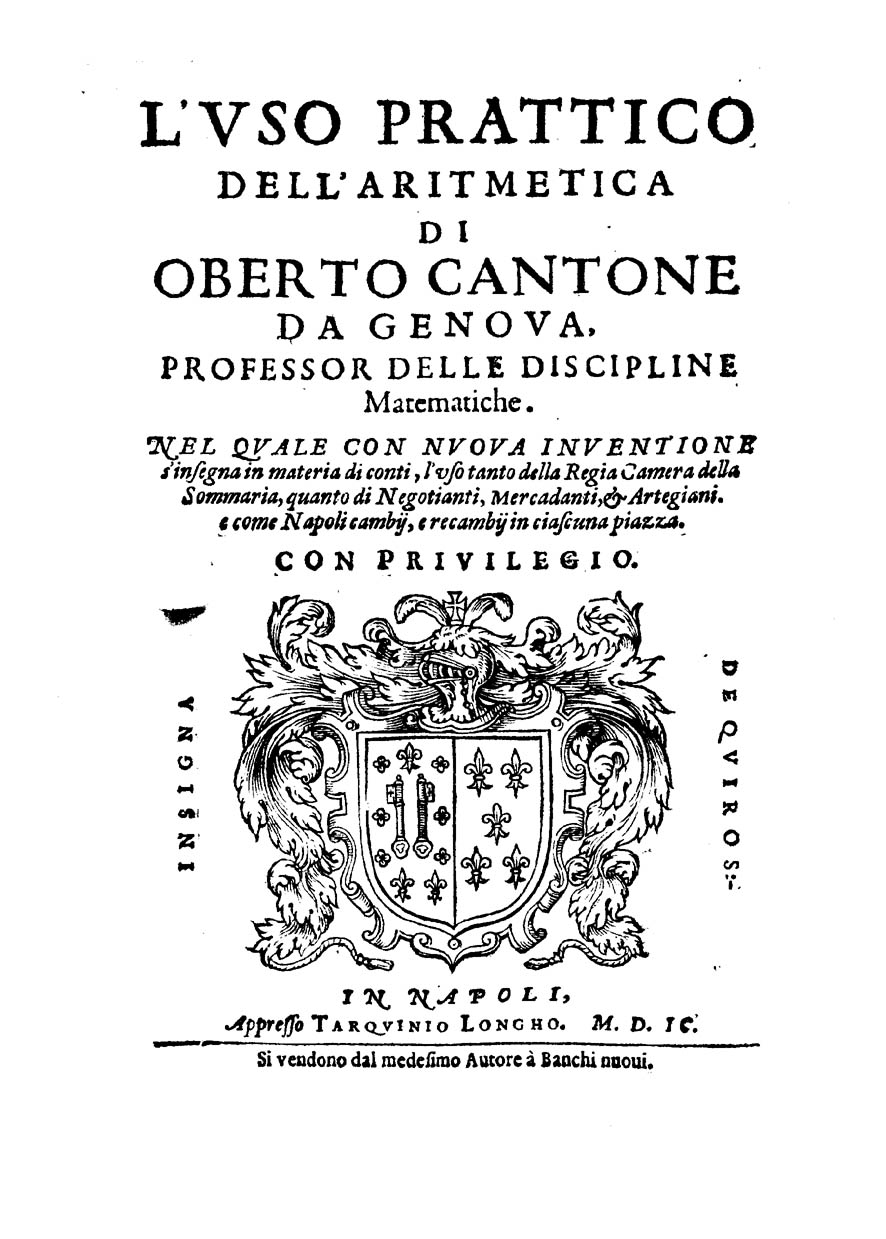
Uso prattico dell'aritmetica, 1599

Oberto Cantone (Genova, XVI secolo – XVI secolo) è stato un matematico italiano. Fu professore a Napoli. Viene ricordato per la sua opera di matematica mercantile L'uso pratico dell'aritmetica, stampata a Napoli nel 1599, che prende spunto da altri trattati dello stesso genere del XV e XVI secolo, in particolare dalla Arithmetica di Pietro Borghi.

## Opere
- Oberto Cantone, Uso prattico dell'aritmetica, In Napoli, Tarquinio Longo, 1599. URL consultato il 5 giugno 2015.